# Harveys (warenhuis)
Harveys was een Amerikaanse warenhuisketen die vooral bekend stond om zijn oorspronkelijke vestiging in het centrum van Nashville, Tennessee.

## Geschiedenis
In 1942 werd het oorspronkelijke Harveys-warenhuis geopend door Fred Harvey op de hoek van 6th Avenue North en Church Street in Nashville. Op deze locatie was voordien het warenhuis Lebeck Brothers/Denton & Company gevestigd, dat in de jaren 1870 bekendheid kreeg. Toen het pand van Lebeck Brothers beschikbaar kwam vanwege de sluiting van de winkel, richtte Fred Harvey het warenhuis Harveys op. De winkel breidde zich uit en besloeg uiteindelijk het hele blok Church Street van 6th Avenue tot 5th Avenue. De winkel bracht de eerste roltrappen naar Midden-Tennessee en in interieur waren verschillende carrouselpaarden opgenomen die waren geborgen uit Glendale Park, een plaatselijk pretpark dat tijdens de crisis van de jaren 1930 gesloten was. Het warenhuis stond ook bekend om zijn uitbundige kerstversieringen en het sponsoren van de jaarlijkse kerststal in Centennial Park.
In 1960 was Harveys, samen met verschillende andere winkels in het centrum van Nashville, de plaats van sit-in-demonstraties, waarbij lokale studenten protesteerden tegen rassensegregatie bij de kantine-uitgifte. De rassenscheiding bij Harveys werd officieel opgeheven op 10 mei 1960.
Na twee decennia van succesvolle groei op de locatie in het centrum, breidde Harveys uit naar andere locaties. Harveys opende filialen in de voorsteden in het Madison Square Shopping Center (1962; Madison, Tennessee) en het 100 Oaks Shopping Center (1967; Nashville, Tennessee). Er werden ook winkels geopend in omliggende steden in Midden-Tennessee, waaronder Clarksville, Columbia, Cookeville en Murfreesboro, Tennessee. In Kentucky werden filialen geopend in Madisonville en Hopkinsville. Er werd ook een winkel in West Tennessee geopend in Dyersburg. 
In de jaren tachtig leidde de populariteit van winkelcentra in de voorsteden echter tot dalende verkopen bij Harveys op de locatie in het centrum van Nashville. De oorspronkelijke winkel werd in januari 1984  gesloten en afgebroken, om plaats te maken voor een parkeerplaats. Aan het eind van de jaren tachtig kondigde Harveys een nieuwe winkel in Nashville aan op Libanon Road 4724 in Hermitage. Voorafgaand aan de opening werd de winkelketen in 1988 verkocht aan warenhuisketen Peebles uit Virginia.